# Joseph Götsch
Joseph Götsch (* 27. März 1728 in Längenfeld im Ötztal; † 21. November 1793 in Markt Aibling bei Rosenheim) war ein Bildhauer und Vertreter des bayerischen Rokoko.

## Leben
Joseph Götsch stammte aus einer Familie, die über mehrere Generationen Schreiner, Tischler, Zimmerleute und Bildhauer hervorgebracht hatte. Er kam in Tirol im Ötztal in der Gemeinde Längenfeld im Ortsteil Oberried zur Welt. Die Familie ist seit 1691 in Längenfeld nachweisbar. Er blieb bis 1758 im Ötztal ansässig und arbeitete dort für verschiedene Kirchen.
Nach einem kurzen Aufenthalt in München bat er 1759 in Markt Aibling um die Aufnahme als Bürger. Er konnte sich als zunftbefreiter Bildhauer niederlassen, heiratete im gleichen Jahr und eröffnete seine Werkstatt. 1760 und 1762 wurden zwei Kinder geboren. Seine Frau starb 1770. 1773 wurde eine uneheliche Tochter geboren.
1775 heiratete er ein zweites Mal. Die Ehe blieb kinderlos. Er verfiel zunehmend der Trunksucht, geriet in Schulden und musste 1781 sein Haus verkaufen. In den 1770er und 80er Jahren reiste er mehrfach in ein Bad ins Ötztal, wo er wieder verschiedene Arbeiten ausführte. 1793 starb er mittellos in Aibling, seine Frau 1804 als Kindsmagd ebenfalls in Aibling.

## Werke
Von Joseph Götsch sind ausschließlich Arbeiten in Holz erhalten. Zwar wird beispielsweise von einem Elfenbeinrelief berichtet, aber neben vielen Holzarbeiten ist all dies verschollen. Seine Tiroler Arbeiten sind in Zirbel, seine Bayerischen in Linde ausgeführt. Praktisch alle seine erhaltenen Arbeiten sind Heiligenfiguren, Kruzifixe und Altaraufbauten, sowie einige Entwurfszeichnungen für Altäre.
Nach einer vermuteten ersten Ausbildung in der Werkstatt des Vaters kann man von seinen ersten Arbeiten darauf schließen, dass seine weitere Entwicklung und seine gestalterischen Vorbilder in Stams bei Hans Reindl und in Wien im Umkreis von Matthias Donner, sowie Johann Nikolaus Moll und Balthasar Ferdinand Moll zu suchen sind. Seit 1751 arbeitete er für Pfarrkirchen im Ötztal, insbesondere in Sölden und Längenfeld.
Nach seiner Umsiedlung nach Bayern war er in erster Linie im Bereich der Mangfall und des Inns von der österreichischen Grenze bis Wasserburg und bis zum Chiemsee tätig. 1762 kam es zu einer ihn prägenden Zusammenarbeit mit Ignaz Günther bei der Ausgestaltung des neu erbauten Benediktinerklosters in Rott am Inn. Dort konnte er, zum Teil nach Entwürfen von Ignaz Günther, Figurengruppen und Nebenaltäre eigenständig ausführen. Im Anschluss war er für Pfarrkirchen, Klöster, Wallfahrtsorte und Schlosskapellen tätig, unterstützt von der Geistlichkeit und dem heimischen Adel und in steter Auseinandersetzung mit Zunftmeistern.

## Liste von Arbeiten (Auswahl)

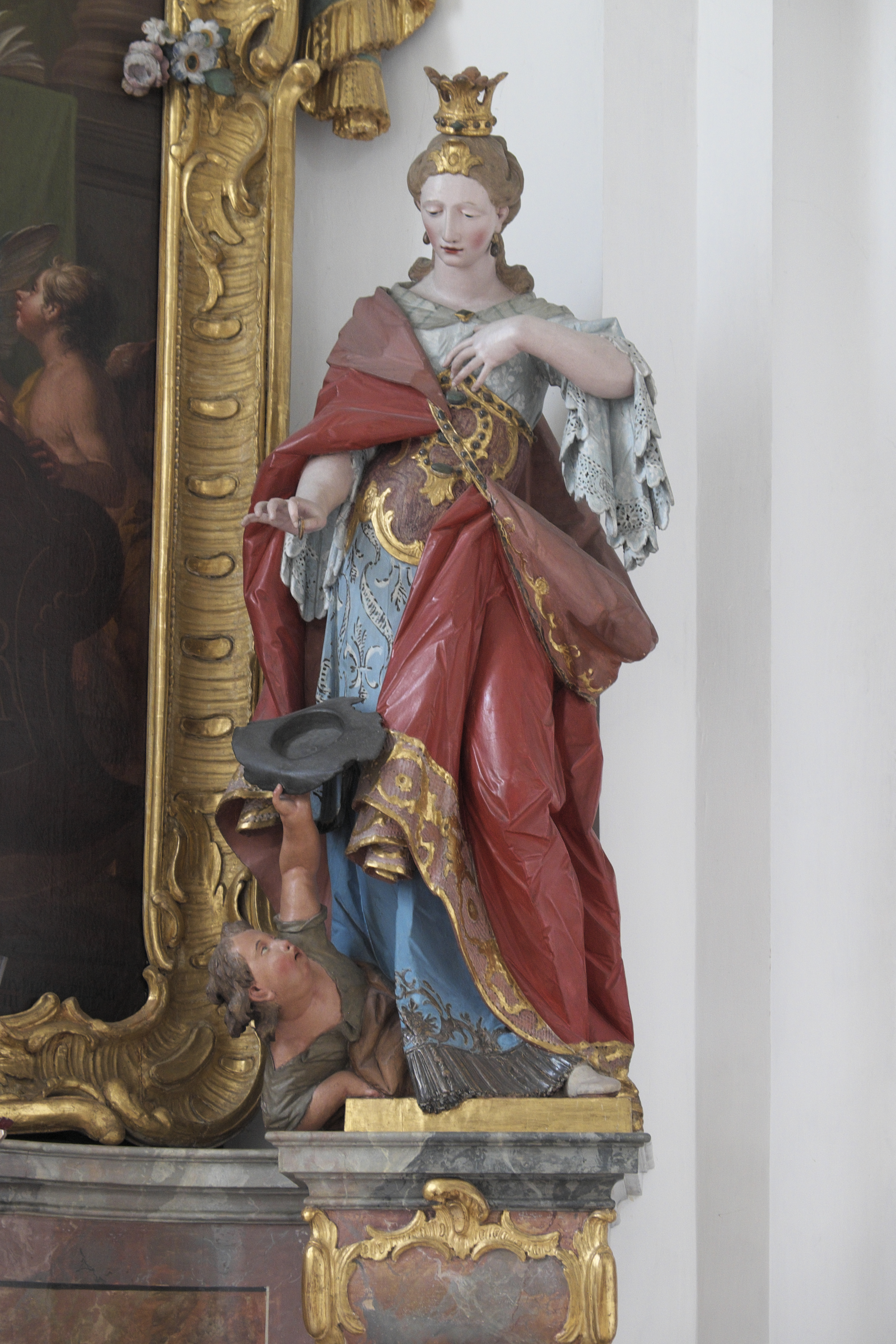
Statue der hl. Elisabeth von Thüringen, ehemalige Abteikirche Rott am Inn

- Pfarrkirche Mariä Heimsuchung in Sölden: zwei Seitenaltäre, Figuren am Hochaltar und Figurenschmuck der Kanzel (1753–1758)
- Pestkapelle auf dem Kropfbühel in Längenfeld: Antepedien des Hoch- und des Marienaltars (1755)
- Pfarrkirche St. Maria in Bad Aibling: Johannes Nepomuk im Chor (1759/60)
- Bayrisches Nationalmuseum München: Hl. Paulus (1760–62) (ursprünglich am Hochaltar der Pfarrkirche St. Maria in Aibling)
- Staatliche Museen Preußischer Kulturbesitz, Berlin: Bozetto einer Hl. Nonne (1762)
- Badisches Landesmuseum Karlsruhe: Hl. Theresa von Avila (1762) (ursprünglich am Bruderschaftsaltar der Pfarrkirche St. Margaretha in Frasdorf, gestiftet von Graf Maximilian von Preysing-Hohenaschau und Gemahlin Maria-Theresia)
- Galerie im Liebighaus, Frankfurt am Main: Bozetto der Hl. Elisabeth (1762/63)
- Rott am Inn: Zwei Säulenaltäre, fünf Retabelaltäre, Kanzel und vier Beichtstühle (1763–1766)
- Schlosskapelle St. Augustin in Schloss Neubeuern am Inn: Zwei Seitenaltäre (1767/68)
- Schlosskapelle in Schloss Wildenwarth: Altar (1774/75)
- Bode-Museum, Berlin: Hl. Valentin (1775)
- Pfarrkirche St. Johann Baptist in Glonn: Hochaltar (1777)
- Pfarrkirche St. Martin in Happing: Hochaltar (1790)